# Dasypogon fuscipennis
Dasypogon fuscipennis är en tvåvingeart som beskrevs av Macquart 1834. Dasypogon fuscipennis ingår i släktet Dasypogon och familjen rovflugor. Inga underarter finns listade i Catalogue of Life.